# Хотча (гмина)
Хотча (пол. Chotcza) — сельская гмина (волость) в Польше, входит как административная единица в Липский повет, Мазовецкое воеводство. Население 2629 человек (на 2004 год).

## Демография
| Перепись                       | Всего   | Всего | Женщины | Женщины | Мужчины | Мужчины |
| ------------------------------ | ------- | ----- | ------- | ------- | ------- | ------- |
| Единицы                        | человек | %     | человек | %       | человек | %       |
| Население                      | 2629    | 100   | 1313    | 49,9    | 1316    | 50,1    |
| Плотность населения (чел./км²) | 29,6    | 29,6  | 14,8    | 14,8    | 14,8    | 14,8    |

## Сельские округа
1. Баранув
2. Бялобжеги
3. Хотча
4. Хотча-Дольна
5. Хотча-Гурна
6. Гняздкув
7. Густавув
8. Ярентовске-Поле
9. Каролюв
10. Киянка
11. Колёня-Воля-Солецка
12. Немерычув
13. Секерка-Нова
14. Секерка-Стара
15. Тыменица-Нова
16. Тыменица-Стара
17. Зайёнчкув

## Соседние гмины
1. Гмина Цепелюв
2. Гмина Липско
3. Гмина Лазиска
4. Гмина Пшиленк
5. Гмина Солец-над-Вислой
6. Гмина Вилькув
7. Гмина Зволень